# 哈布其林查干淖日
哈布其林查干淖日是位于中国内蒙古自治区呼伦贝尔市新巴尔虎左旗巴音诺尔苏木东北的一个湖泊。其位置约在东经118°50′，北纬48°22′。湖面海拔675.50米，面积达1.6平方公里。该湖的沉积物主要为盐和碱。哈布其林查干淖日在蒙古语中的意思是峡谷边的湖。